# فيفا 23
فيفا 23 (بالإنجليزية: FIFA 23) هي لعبة فيديو لمحاكاة كرة القدم تنشرها إلكترونيك آرتس. إنها الدفعة الثلاثين في سلسلة فيفا، وصدرت في جميع أنحاء العالم في 30 سبتمبر 2022 لأجهزة الكمبيوتر الشخصية، نينتندو سويتش، بلاي ستيشن 4، بلاي ستيشن 5، جوجل ستاديا، إكس بوكس ون وإكس بوكس سيريس إكس/إس.
تم إدراج هذه اللعبة في موسوعة غينيس للأرقام القياسية باعتبارها سلسلة ألعاب الفيديو الرياضية الأكثر مبيعًا في العالم، وهي اللعبة الأخيرة بموجب شراكة استمرت 29 عامًا بين إلكترونيك آرتس وFIFA. من المقرر تسمية ألعاب كرة القدم المستقبلية من قبل إلكترونيك آرتس بدون إدراج اسم فيفا تحت شعار " إي أي سبورتس إف سي " (EA Sports FC).

## المميزات

### اللعب المشترك عبر المنصات
تتميز فيفا 23 بدرجة محدودة من اللعب المشترك. ويكون اللعب المشترك متاحًا في فوت ديفجنز رايفلز (FUT Division Rivals؛ باستثناء النمط التعاوني) وفوت تشامبيونز (FUT Champions) وفوت ألتميت أون لاين درافت (FUT Ultimate Online Draft) ودية فوت عبر الإنترنت (باستثناء Co-Op)، فوت (FUT) العب مع صديق، المباريات الودية عبر الإنترنت، المواسم عبر الإنترنت (باستثناء المواسم التعاونية) والبوندسليغا الافتراضية. ومع ذلك، سيقتصر اللعب المشترك على وحدات التحكم التي تقع ضمن جيل منصة اللعب نفسه. على سبيل المثال، سيتمكن أولئك الذين يستخدمون بلاي ستيشن 4 من اللعب مع وضد اللاعبين على إكس بوكس ون، ولكن ليس بلاي ستيشن 5 أو إكس بوكس سيريس إكس/إس والعكس. لن تدعم الأندية المحترفة (Pro Clubs) اللعب المشترك.
تلقى قرار حذف الأندية المحترفة (البرو كلوبز) من اللعب المشترك انتقادات من مجتمع لاعبي فيفا.

### هايبرموشن 2 والمراوغة الفنية
ستعرض اللعبة ما يُطلق عليه اسم هايبرموشن 2 (HyperMotion2)، وهو نظام لالتقاط المباريات مع التعلم الآلي من مباريات كرة القدم الواقعية لإنشاء أكثر من 6,000 رسم متحرك داخل اللعبة. تستخدم المراوغة الفنية ما يسمى بنظام اللمسة النشطة (Active Touch) لتحسين مسار لاعب كرة القدم إلى الكرة وتحسين استدارة اللاعب ومراوغته بمزيد من الاستجابة. كلا النظامين حصري لإصدارات الجيل الحالي (أي بلاي ستيشن 5 وإكس بوكس سيريس إكس/إس، ستاديا والكمبيوتر الشخصي).

### أنماط مباراة كأس العالم
تتميز فيفا 23 بأوضاع لعب كأس العالم للرجال والنساء، حيث سيتواجد كأس العالم 2022 وكأس العالم للسيدات 2023.
تم إصدار وضع كأس العالم لكرة القدم 2022 في 9 نوفمبر لجميع المنصات باستثناء إصدار نينتندو سويتش Legacy Edition. يحتوي الوضع على ملعبين فقط من أصل ثمانية ملاعب: ملعب البيت وملعب لوسيل الشهير. يحتوي الوضع أيضًا على كل فريق من المنتخبات الـ 32 التي تأهلت لبطولة 2022، إلى جانب خمسة عشر منتخبًا وطنيًا آخر ظهر في اللعبة ولم يتأهل: النمسا، الصين، جمهورية التشيك، فنلندا، المجر، أيسلندا، إيطاليا، نيوزيلندا. وأيرلندا الشمالية والنرويج وجمهورية أيرلندا ورومانيا واسكتلندا والسويد وأوكرانيا. وضع كأس العالم في FIFA 23 هو آخر وضع لكأس العالم منذ أن أصبح الجيل الجديد من ألعاب FIFA تحت اسم EA Sports FC؛ وبالتالي لن تحصل على ترخيص من الفيفا.
في 19 يونيو 2023، تم الإعلان عن إطلاق وضع كأس العالم للسيدات 2023 في نهاية يونيو 2023 تقريبًا. تم إصدار التحديث في 27 يونيو 2023، وهو تكرار لبطولة كأس العالم للسيدات 2023 ويضم 32 فريقًا مؤهلاً.

### أيقونات جديدة وأيقونات تمت إزالتها
تضم فيفا 23 ثلاثة أيقونات جديدة إلى مجموعة آيكون (ICON) مع إضافة غيرد مولر، تشابي ألونسو وجارزينيو. مع إضافة جديدة إلى هؤلاء الثلاثة، فإن 8 من الرموز المضافة سابقًا مفقودة من قائمة الرموز الصادرة عن إي أي سبورتس. تمت إزالة دييغو مارادونا، إيكر كاسياس، كافو، رايان غيغز، بيب غوارديولا، ديكو، مارك أوفرمارس وفيليبو إنزاغي من أيقونات فيفا 23. جاي-جاي أوكوتشا وهيديتوشي ناكاتا تمت إزالتهما من أيقونات فيفا 23، لكنهم يظهرون الآن كأبطال.

### أبطال جدد (نيو هيروز)
تضم فيفا 23، في صفقة حصرية مع مارفل، 21 بطلًا جديدًا إلى مجموعة الأبطال الحالية من فيفا 22 بإضافة: لوسيو، جان بيير بابان، رودي فولر، دييغو فورلان، رافاييل ماركيز، خافيير ماسكيرانو، ريكاردو كارفاليو، توماس برولين، هاري كيول، يايا توريه، كلاوديو ماركيزيو، لاندون دونوفان، خوان كابديفيلا، سيدني غوفو، ديرك كويت، بارك جي سونغ، فلودزميزيرز سمولاريك، سعيد العويران وبيتر كراوتش.

### نادي كرة قدم نسائي
تكون هذا النسخة الأولى في سلسلة ألعاب فيفا التي تقدم كرة القدم للأندية النسائية. سيتم إدراج الدوري الإنجليزي الممتاز للسيدات والدوري الفرنسي للسيدات عند الإطلاق، مع التخطيط لإضافة المزيد من بطولات كرة القدم النسائية في وقت لاحق. يأتي ذلك إلى جانب سام كِرّ، التي تلعب مع نادي تشيلسي للسيدات، لتصبح أول لاعبة كرة قدم تظهر على الغلاف العالمي للعبة.

### تراخيص
تحتوي فيفا 23 على أكثر من 30 دوري، أكثر من 100 ملعب مرخص، أكثر من 700 نادي وأكثر من 19,000 لاعب. لم يتم عرض روما، أتالانتا ولاتسيو في فيفا 23 بسبب ظهورهم في إي فوتبول (eFootball)، وهم يُعرفون بدلاً من ذلك باسم روما إف سي (Roma FC)، بيرغامو كالتشيو (Bergamo Calcio)، ولاتيوم (Latium) على التوالي. كما لم تعد اللعبة تضم فرق الدوري الياباني الدرجة الأولى، حيث أعلنت إي أي سبورتس ودوري كرة القدم للمحترفين الياباني نهاية شراكتهما التي استمرت ست سنوات. يوفنتوس، بعد أن كان غائبًا عن الإصدارات الثلاثة الماضية، حيث كان يُعرف باسم بيمونتي كالتشيو (Piemonte Calcio)، يظهر في اللعبة. تتميز اللعبة بالنادي الخيالي أي إف سي ريتشموند (AFC Richmond) وملعبهم نيلسون رود (Nelson Road) من سلسلة أبل تي في+، تيد لاسو.
تمت إضافة الملاعب الجديدة إلى اللعبة بما في ذلك فيليبس ستاديون، موطن نادي آيدنهوفن، وأوروبا-بارك ستاديون، موطن نادي فرايبورغ، ملعب بنك كاليفورنيا، موطن نادي لوس أنجلوس، ملعب الأكاديمية، موطن مانشستر سيتي للسيدات. تمت إضافة ملعب يوفنتوس، موطن يوفنتوس، أيضًا، بعد أن كان غائبًا عن الأجزاء القليلة الماضية بسبب مشكلات التراخيص. ستتم إضافة ملعب نوتينغهام فورست، سيتي غراوند، بعد الإطلاق من خلال تحديث.

## استقبال
| استقبال |                                     |
| --- | ----------------------------------- |
| مجموع النقاط المجموع نقاط ميتاكريتيك PC: 77/100 [ 17 ] PS5: 76/100 [ 18 ] XSXS: 79/100 [ 19 ] نتائج المراجعة نشرة نقاط فاميتسو 34/40 [ 20 ] غيم إنفورمر 7.25/10 [ 21 ] غيم سبوت 7/10 [ 22 ] غيمز رادار [ 23 ] آي جي إن PS5: 7/10 [ 24 ] NS: 2/10 [ 25 ] نينتندو لايف [ 26 ] بي سي غيمز إن 7/10 [ 27 ] فيديو غيمر.كوم 7/10 [ 28 ] |                                     |
| مجموع النقاط |                                     |
| المجموع | نقاط                                |
| ميتاكريتيك | PC: 77/100 PS5: 76/100 XSXS: 79/100 |
| نتائج المراجعة |                                     |
| نشرة | نقاط                                |
| فاميتسو | 34/40                               |
| غيم إنفورمر | 7.25/10                             |
| غيم سبوت | 7/10                                |
| غيمز رادار | [ 23 ]                              |
| آي جي إن | PS5: 7/10 NS: 2/10                  |
| نينتندو لايف | [ 26 ]                              |
| بي سي غيمز إن | 7/10                                |
| فيديو غيمر.كوم | 7/10                                |

وفقًا لمجمع المراجعة ميتاكريتيك، تلقت اللعبة «تقييمات إيجابية بشكل عام» وفقًا لمجمع المراجعة ميتاكريتيك. تم انتقاد إصدار Nintendo Switch على نطاق واسع، حيث سخر النقاد من EA لعدم إضافة أي تحسينات مهمة على الإصدارات السابقة من اللعبة.
تم ترشيحه لجائزة ألعاب الأكاديمية البريطانية للعبة متعددة اللاعبين في حفل توزيع جوائز ألعاب الأكاديمية البريطانية التاسع عشر بالإضافة إلى أفضل لعبة رياضية لهذا العام وأفضل لعبة عبر الإنترنت لهذا العام في حفل D.I.C.E السنوي السادس والعشرون.

## روابط خارجية
الموقع الرسمي